# April (musikgrupp)
April (hangul: 에이프릴) var en sydkoreansk tjejgrupp bildad år 2015 av DSP Media.
Gruppen består av de sex medlemmarna Chaekyung, Chaewon, Naeun, Yena, Rachel och Jinsol.

## Medlemmar
| Artistnamn   | Artistnamn | Födelsenamn     | Födelsenamn | Födelsedatum    | Medlemstid |
| Romanisering | Hangul     | Romanisering    | Hangul      | Födelsedatum    | Medlemstid |
| Nuvarande    | Nuvarande  | Nuvarande       | Nuvarande   | Nuvarande       | Nuvarande  |
| ------------ | ---------- | --------------- | ----------- | --------------- | ---------- |
| Chaekyung    | 채경       | Yoon Chae-kyung | 윤채경      | 7 juli 1996     | 2017-idag  |
| Chaewon      | 채원       | Kim Chae-won    | 김채원      | 8 november 1997 | 2015-idag  |
| Naeun        | 나은       | Lee Na-eun      | 이나은      | 5 maj 1999      | 2015-idag  |
| Yena         | 예나       | Yang Ye-na      | 양예나      | 22 maj 2000     | 2015-idag  |
| Rachel       | 레이첼     | Sung Na-yeon    | 성나연      | 28 augusti 2000 | 2017-idag  |
| Jinsol       | 진솔       | Lee Jin-sol     | 이진솔      | 4 december 2001 | 2015-idag  |
| Tidigare     |            |                 |             |                 |            |
| Somin        | 소민       | Jeon So-min     | 전소민      | 22 augusti 1996 | 2015       |
| Hyunjoo      | 현주       | Lee Hyun-joo    | 이현주      | 5 februari 1998 | 2015-2016  |

## Diskografi

### Album
| Albuminformation                                     | Topplacering          |
| Albuminformation                                     | Sydkorea (Gaon Chart) |
| ---------------------------------------------------- | --------------------- |
| Dreaming (EP-skiva) - Släppt: 24 augusti 2015        | 8                     |
| Boing Boing (Singelalbum) - Släppt: 25 november 2015 | 13                    |
| Snowman (Singelalbum) - Släppt: 20 december 2015     | 14                    |
| Spring (EP-skiva) - Släppt: 27 april 2016            | 12                    |
| Prelude (EP-skiva) - Släppt: 4 januari 2017          | 14                    |

### Singlar
| År   | Titel         | Topplacering          |
| År   | Titel         | Sydkorea (Gaon Chart) |
| ---- | ------------- | --------------------- |
| 2015 | "Dream Candy" | 77                    |
| 2015 | "Muah!"       | 134                   |
| 2015 | "Snowman"     | 140                   |
| 2016 | "Tinker Bell" | 100                   |
| 2017 | "April Story" | 62                    |
| 2017 | "So You"      | —                     |